# Синяков Михайло Андрійович
Михайло Андрійович Синяков  — радянський діяч, голова виконавчого комітету Херсонської окружної ради. Член ВУЦВК.

## Життєпис
Народився в родині службовців. Освіта вища.
Працював вчителем.
Член РКП(б) з 1919 року.
У листопаді 1929 — вересні 1930 року — голова виконавчого комітету Херсонської окружної ради.
З вересня 1930 року — на керівній радянській роботі в місті Херсоні.
Подальша доля невідома.